# Raids féniens

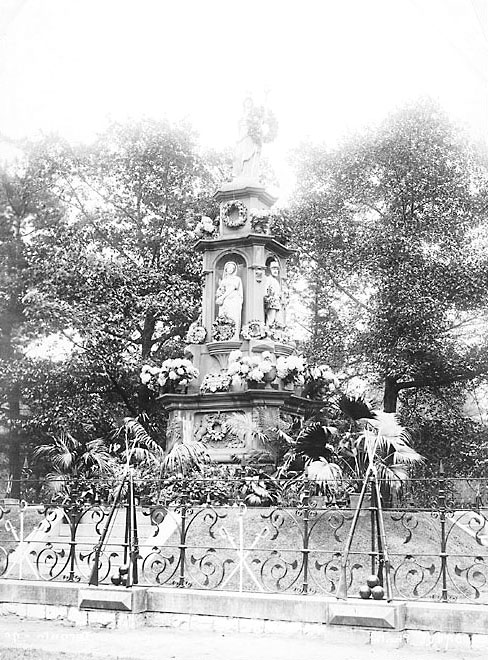
Monument fénien dans le parc de la reine à Toronto vers 1890.

Les raids féniens sont une série d'attaques armées menées par la Confrérie fénienne contre l'Amérique du Nord britannique et le Canada entre 1866 et 1871. Branche de l'Irish Republican Brotherhood, la Confrérie fénienne est un groupement composé d'Irlando-Américains revendiquant l'indépendance de l'Irlande en combattant l'Empire britannique. Il y a eu cinq raids féniens. 

## Contexte
Ces raids, également connus sous le nom d'invasion irlandaise du Canada, avaient pour but de forcer le gouvernement britannique de l'époque à se retirer de l'Irlande. Ces actions amenèrent des dissensions au sein de la communauté des Canadiens irlandais, partagés entre leur loyauté envers leur nouvelle patrie et leur sympathie envers la cause féniene. Les Irlandais de foi protestante, en majorité loyaux envers la Couronne, combattirent les féniens. Alors que les autorités américaines arrêtaient ces hommes et leur confisquaient leurs armes, il y eut une polémique avançant que plusieurs membres du gouvernement avaient fermé les yeux sur les préparatifs de l'invasion, irrités par plusieurs actions britanniques pouvant être considérées comme une assistance aux forces confédérées pendant la Guerre civile américaine.

## Raid sur l'île Campobello (1866)
Ce raid se produisit sur l'île Campobello, Nouveau-Brunswick, en avril 1866. Un groupe de plus de 800 hommes armés de la confrérie des Féniens arriva sur la côte du Maine en face de l'île avec l'intention de la prendre aux Britanniques. Le gouvernement des États-Unis intervint et une force militaire dispersa les envahisseurs. Cette opération renforça l'idée de protéger le Nouveau-Brunswick en le faisant se joindre aux autres colonies britanniques d'Amérique du Nord pour former le Dominion du Canada. 

## Raid dans la vallée du Niagara (1866)

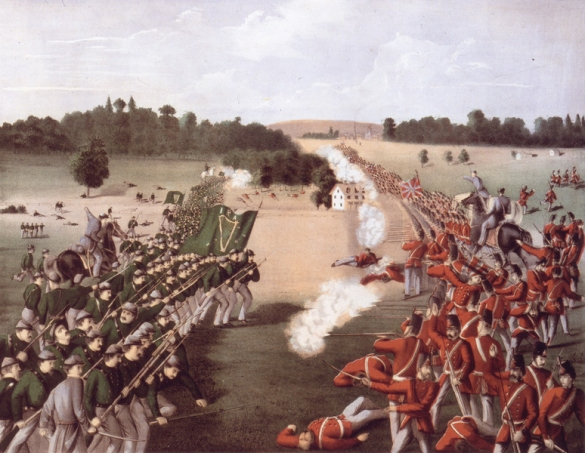
Représentation de la bataille de Ridgeway.

En 1866, les féniens se divisèrent en deux factions. La faction d'origine, menée par le fondateur du mouvement John O'Mahony, se concentra sur la levée des fonds en Irlande. Les leaders de l'autre faction estimaient en revanche que même un succès marginal pourrait leur fournir le support escompté. Après l'échec de leur tentative d'invasion au Nouveau-Brunswick (plus précisément sur l'île Campobello), soutenue par O'Mahony, ils firent cavalier seul et préparèrent une invasion de l'Ouest canadien (maintenant le sud de l'Ontario) depuis Buffalo.
Le commandant fénien John O'Neill et ses troupes traversèrent la rivière Niagara et affrontèrent une brigade de la milice canadienne près de Ridgeway (en) le 2 juin 1866. Plusieurs centaines d'autres féniens (les sources canadiennes avancent le chiffre de trois mille) restèrent aux États-Unis, empêchés dans leur tentative de traversée par l'arrivée du USS Michigan, navire de guerre américain.
Les 800 soldats d'O'Neill s'appelèrent eux-mêmes l'Armée républicaine irlandaise (IRA), et quelques-uns d'entre eux revêtirent des uniformes dont les boutons portaient ces initiales. Il est considéré qu'il s'agit de la première apparition de cette appellation.
Après avoir marché toute la nuit avec d'autres unités de la province qui les avaient rejoints, les Canadiens se dirigèrent à l'aube sur les féniens à Ridgeway, un petit hameau à l'ouest du fort Érié. La milice canadienne, composée de volontaires inexpérimentés n'ayant reçu qu'un entraînement sommaire et pour certains des armes qu'ils n'avaient jamais utilisées, était désavantagée face aux soldats féniens. En effet, ces derniers étaient en majorité des vétérans aguerris de la guerre de Sécession, équipés d'armes provenant de ce conflit.
Certains plus tard expliquèrent le comportement des forces canadiennes par leur petit nombre, leur fatigue et leur manque de vivres et commencèrent à spéculer à propos d'un armement bien supérieur à la disposition des féniens. En fait, le matériel disponible était comparable de part et d'autre. Alors que les Canadiens avaient à bâtir une défense dans la précipitation, les féniens montèrent à l'assaut rapidement sans se soucier d'un quelconque soutien. En fait, l'inexpérience et les décisions des commandants canadiens eurent plus d'influence sur le résultat de la bataille de Ridgeway. Un tribunal d'enquête, ouvert à la suite de la demande de plusieurs officiers à propos du comportement du commandement canadien durant la bataille, disculpa le lieutenant-colonel John Stoughton Dennis malgré le ressentiment des dits officiers et du président du tribunal, qui fit dissidence au moment du verdict. De plus, le lieutenant-colonel Albert Booker, à qui incombait le commandement des volontaires canadiens, fut reconnu coupable d'avoir mal dirigé ses hommes.
Les Canadiens se retirèrent dans le désordre à l'issue de la bataille, emportant avec eux leurs morts et leurs blessés. Pendant ce temps, les féniens célébraient la première victoire irlandaise sur les troupes britanniques depuis la bataille de Fontenoy en 1745.
Après le premier affrontement, les Canadiens se retirèrent à Port Colborne, au bout du canal Welland débouchant sur le lac Érié. Au même moment, les féniens stationnaient toujours à Ridgeway, peu de temps avant de retourner au fort Érié. Une autre bataille s'ensuivit et celle-ci eut pour conclusion la reddition d'un autre petit groupe de la milice locale qui s'était positionné à l'arrière des féniens. Finalement, après avoir considéré le fait qu'aucun renfort ne pouvait traverser la rivière ainsi que l'approche de troupes importantes composées de miliciens et de soldats britanniques, les féniens restants décidèrent de retourner à Buffalo. Ils furent interceptés par le Michigan et se rendirent donc à la marine américaine.
La proclamation du président Andrew Johnson visant à renforcer les lois de neutralité arriva cinq jours après le début de l'invasion, garantissant le fait que cela ne se reproduirait plus. Les deux généraux américains Ulysses S. Grant et George G. Meade se rendirent à Buffalo pour évaluer la situation. Au même moment, des instructions de ces deux généraux visèrent à ordonner que l'on empêche quiconque de violer à nouveau la frontière. Grant se rendit alors à Saint Louis pendant que Meade, estimant que la bataille de Ridgeway était terminée et constatant l'internement des féniens à Buffalo, se rendit à Ogdensburg pour évaluer la situation dans la zone du fleuve Saint-Laurent. L'armée américaine reçut l'ordre de confisquer les armes et les munitions des féniens et de prévenir toute nouvelle tentative de franchissement de la frontière. D'autres instructions datant du 7 juin ordonnèrent d'arrêter toute personne soupçonnée d'appartenir à la confrérie féniene.
Ironiquement, bien qu'ils n'aient pas fait avancer la cause de l'indépendance irlandaise, les raids de 1866 et les efforts des troupes coloniales canadiennes visant à les repousser galvanisèrent le soutien à la création de la confédération canadienne en 1867. Quelques historiens avancèrent que la débâcle ramena finalement les votes des provinces maritimes en faveur d'une sécurité collective, faisant de Ridgeway la bataille qui fit le Canada.
Durant les années qui suivirent, la défaite de Ridgeway fut oubliée et son lien possible avec la création de la confédération rarement évoqué, même dans les salles de classe. Le monument dédié aux soldats tombés durant cette bataille fut oublié et tomba en ruines, caché derrière le mur d'une bibliothèque universitaire. Il fallut attendre juin 2006 pour que l'agence du patrimoine de l'Ontario dédie une plaque commémorative lors de la célébration du 140e anniversaire de la bataille.
De nombreux membres du régiment canadien The Queen's Own Rifles of Canada, qui étaient présents à la bataille de Ridgeway, retournent sur le site de l'affrontement chaque année lors du week-end le plus proche du 2 juin (date du conflit), afin de faire un tour à vélo des sites de la bataille.
Alexander Muir, immigrant écossais et auteur de l'ancien hymne canadien The Maple Leaf Forever, combattit à Ridgeway au sein de ce régiment.

## Raid sur Pigeon Hill (1866)
Après l'échec de leur tentative d'envahir l'Ouest canadien, les Féniens décidèrent de se concentrer sur l'Est Canadien. Cependant, à ce moment le gouvernement américain avait commencé à entraver leurs activités en arrêtant nombre de leur leaders et ils se trouvaient en position affaiblie. Le général fénien Samuel Spear échappa à son arrestation et, le 7 juin 1866, pénétra en territoire canadien à la tête de 1 000 hommes, occupant Pigeon Hill, Frelighsburg, Saint-Armand et Stanbridge East. Jusqu'alors, le gouvernement canadien n'avait pas fait grand-chose pour défendre sa frontière, mais le 8 juin des troupes canadiennes attaquèrent les Féniens, qui manquaient d'armes, de munitions et de vivres et se rendirent rapidement. Cette action mit fin au raid sur l'Est Canadien.

## Raid dans le comté de Missisquoi (1870)

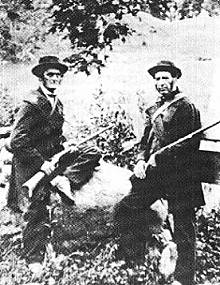
Volontaires de la Home Guard canadienne en 1870.

Ce raid se produisit le long de la frontière séparant le Québec du Vermont en 1870. Les Canadiens contrèrent l'attaque grâce aux renseignements fournis par Thomas Billis Beach (en).

## Raid Pembina, Manitoba (1871)
Après l'échec en 1870 de l'invasion du Canada par les membres de la Confrérie des Féniens, John O'Neill quitta la branche « Sénat » du mouvement pour rejoindre la branche « Sauvage ». En échange, il fut nommé au conseil de gouvernement de la branche Sauvage. En 1871, O'Neill et un personnage bizarre nommé W.B. Donoghue demandèrent au conseil d'entreprendre une nouvelle invasion du Canada par la frontière du territoire du Nebraska. Le conseil, lassé des aventures canadiennes en général et d'O'Neill en particulier, ne voulut rien entendre. L'idée d'O'Neill fut refusée, mais en compensation le conseil lui promit le prêt d'armes et lui donna l'assurance de ne pas le dénoncer publiquement s'il entreprenait son raid. O'Neill démissionna des Féniens pour prendre la tête de l'invasion du Manitoba qu'il planifia d'entreprendre depuis Saint Paul dans le Minnesota. Environ 35 hommes conduits par John O'Neill, William B. Donoghue et John J. Donnelly espéraient pouvoir se joindre aux métis franco-indiens de Louis Riel. Le 5 octobre, le groupe avec O'Neill à sa tête parvint à prendre un poste de la Compagnie de la Baie d'Hudson, ainsi qu'un poste de douane situé juste au nord de la frontière internationale. Du moins le croyaient-ils. En réalité, une équipe de surveillance frontalière US avait déterminé que la frontière se trouvait deux miles plus au nord et donc les deux postes se trouvaient bel et bien en territoire US ! O'Neill, J. J. Donnelly et 10 hommes furent faits prisonniers par des soldats US commandés par le capitaine Lloyd Wheaton près de Pembina dans le Territoire du Dakota. Le raid était condamné dès son origine : il prit place à l'intérieur du territoire US et les métis commandés par Riel venaient juste de signer un accord avec les Britanniques quand il débuta. En conséquence, Riel et son groupe capturèrent O'Donoghue et le remirent au gouvernement US. Quant à O'Neill, dans un pas de quatre fédéral, il fut arrêté deux fois, une fois dans le Dakota et une autre dans le Minnesota, mais il ne fut jamais inculpé et chaque fois relâché. Les 10 hommes capturés avec lui furent relâchés à leur procès où ils furent considérés comme dupes de O'Neill et Donnelly,.

## Agitation dans le nord-ouest pacifique
La confrérie fénienne se regroupa dans les états du nord-ouest Pacifique au cours des années 1870 et 1880, se préparant à envahir la Colombie-Britannique. Bien qu'il n'y eut aucun raid de lancé, les tensions générées par ce regroupement furent suffisantes pour que les Britanniques postent plusieurs navires de guerre à Vancouver lors de l'inauguration de la Canadian Pacific Railway en 1886.

## Résultats et effets à long terme

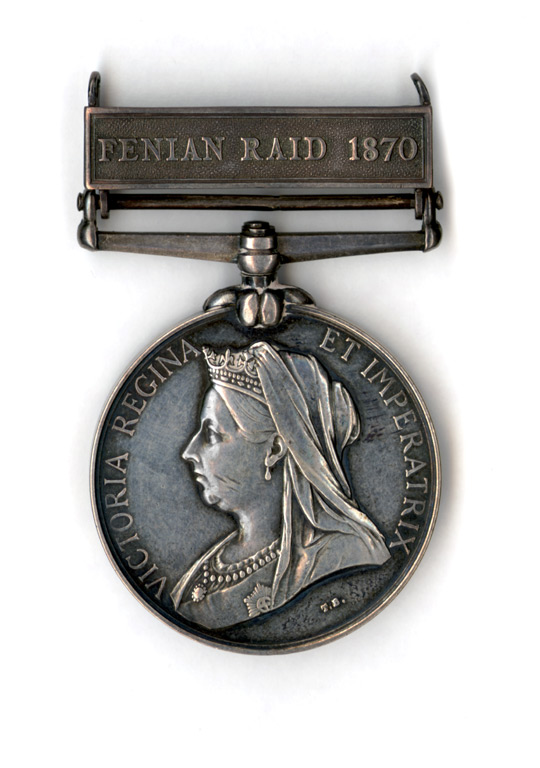
Médaille canadienne de 1870.

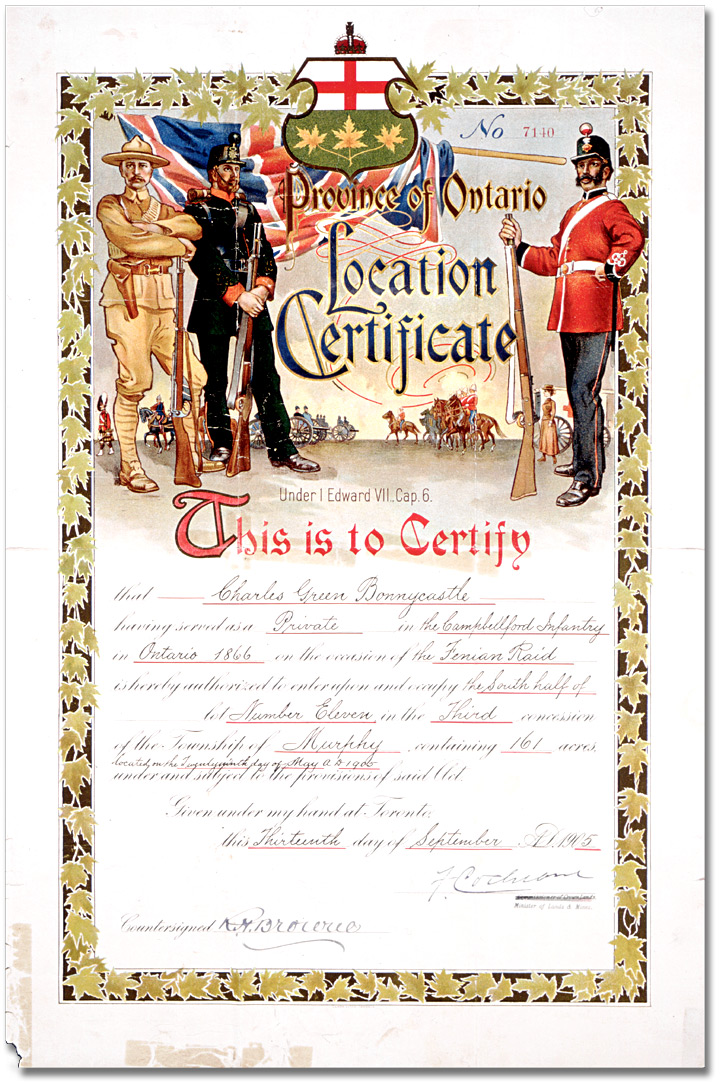
Titre de propriété d'un vétéran canadien des raids féniens émis en 1905.

Les soutiens à l'invasion fénienne du Canada s'estompèrent et il n'y eut plus de menace réelle après les années 1890. Cependant, les actions menées précédemment eurent un impact très négatif sur les relations canado-américaines bien des années encore après le dernier raid.
Il y eut une grande colère au Canada envers le gouvernement américain, les Canadiens estimant que ce dernier avait détourné son regard et avait laissé les raids se produire sans avoir pris la moindre mesure pour les contrecarrer. Il y eut même quelques indications comme quoi le président Andrew Johnson aurait pu donner son aval aux tout  premiers raids, disant qu'il aurait reconnu les faits accomplis (ce qui veut dire qu'il aurait reconnu les conquêtes effectuées au cas où les féniens auraient été victorieux).
Les relations entre les deux pays demeurèrent tendues jusqu'à ce que les deux parties se rapprochent de nouveau au cours de la première décennie du XXe siècle. Cependant, même si leurs relations s'améliorèrent encore après cette période, il n'y eut de réelle entente qu'au moment de leur coopération mutuelle pendant la Seconde Guerre mondiale.

## Post scriptum naval: L'affaire du sous-marinFenian Ram
Après les raids terrestres vers le Canada anglais, les Fenians, toujours actifs aux États-Unis, se lancèrent en 1881 dans une autre entreprise, passablement ambitieuse et avant-gardiste : couler des navires de guerre et de commerce britanniques à l'aide d'un sous-marin construit par l'ingénieur américain (d'origine irlandaise) John Philip Holland.
A cette époque, avec les perfectionnements de la machine à vapeur et surtout les premiers moteurs à pétrole et les progrès des moteurs électriques, le sous-marin commençait tout juste à devenir une proposition pratique dans la guerre navale (bien que des tentatives aient eu lieu avant avec la Tortue de Bushnell, le Nautilus de Fulton, ou encore le CSS Hunley des Sudistes, ou le Brandtaucher de Whilhelm Bauer).
Le fond de guérilla de l'IRB (Irish Republican Brotherhood, ancêtre de l'IRA) commandita John Philipp Holand pour la construction d'un sous-marin propulsé par un moteur à gaz (type cycle de Brayton), ancêtre direct des moteurs à explosion, ce qui lui donnait des possibilités et un rayon d'action bien plus étendus que ses prédécesseurs à propulsion... musculaire).
Le Fenian Ram (littéralement : bélier des Fenians, un nom donné par la presse de New-York, la dénomination officielle étant Holland Boat N°2) avait une flottabilité légèrement positive et ne plongeait que sous l'effet dynamique de ses hydroplanes (gouvernails de profondeur), comme les sous-marins jouets actuels.
Son arme offensive était un canon à air comprimé, tirant en avant et à l'oblique, de bas en haut, des charges de dynamite incluses dans une sorte d'obus, selon un fonctionnement assez similaire à celui d'un tube lance torpilles, mais sans torpilles.
Bien entendu l'attaque devait se faire quasiment au contact du navire ennemi, vu le freinage hydrodynamique du projectile par l'eau environnante.
Construit par l'usine Delamater Iron Works de New-York, le Fenian ram ne fut finalement jamais utilisé en raison de disputes financières avec le constructeur et de retards de paiement, mais il constitue un pas en avant historique dans la technique du sous-marin et permit à John Holland de développer des modèles de plus en plus perfectionnés. Il est préservé dans un musée naval aux États-Unis après avoir été exposé à Madison square Garden en 1916 à l'occasion d'une collecte de fonds pour l'insurrection de Pâques à Dublin.
Ironiquement, la Royal Navy, qui voyait d'un très mauvais œil le développement de l'arme sous-marine, comme en témoigne l'apostrophe furieuse du très rétrograde amiral Wilson : "Unfair, Underhand and damned Un-English" (déloyal, sournois et diaboliquement pas anglais), fut contrainte de s'adresser à l'irlando-américain John Philip Holland pour combler son retard dans ce nouveau domaine de la guerre navale. Le sous-marin HMS Holland 1 datant de 1901, coulé ensuite comme but d'exercice dans le Solent a été renfloué en 1982, restauré et incorporé aux collections du musée naval militaire de Gosport depuis 2001.